# Hyakko
Hyakko (яп. ヒャッコ Хякко) — японская манга, созданная Харуаки Като. Изначально с 16 января 2007 года выпускалась в бесплатной сетевой FlexComix Blood от Flex Comix. В октябре 2008 года вышел аниме-сериал на её основе. 9 апреля 2009 года вышла игра для PlayStation 2 по мотивам манги: «Hyakko: Yorozuya Jikenbo!».

## Сюжет
Действие «Hyakko» происходит в старших классах академии Камидзоно (яп. 上園学園 Камидзоно Гакуэн), выдуманной громадной частной школе, расположенной на острове Кюсю. Сюжет вращается вокруг школьной жизни четырёх главных героинь.

## Персонажи

### Главная четвёрка
В именах девочек содержатся ссылки на Четыре знака зодиака.
- Торако Кагэяма (яп. 上下山 虎子 Кагэяма Торако) — весёлая и привлекательная девушка с сильным характером.
- Аюми Нономура (яп. 能乃村 歩巳 Нономура Аюми) — одна из самых популярных новичков в академии, хотя сама об этом даже не подозревает.
- Тацуки Иидзука (яп. 伊井塚 龍姫 Иидзука Тацуки) — девушка из богатой семьи.
- Судзумэ Саотомэ (яп. 早乙女 雀 Саотомэ Судзумэ) — начиная со средней школы, была близкой подругой Торако.

### Одноклассницы
- Нэнэ Андо (яп. 杏藤 子々 Андо: Нэнэ) — староста класса.
- Тиэ Судзугасаки (яп. 涼ヶ崎 知恵 Судзугасаки Тиэ) — девушка с косой и очками и в белом халате.
- Кома Кобаяси (яп. 古囃 独楽 Кобаяси Кома) — фотолюбительнца, фотографирующая школьников для получения прибыли.
- Усио Макуноути (яп. 幕之内 潮 Макуноути Усио) — мрачная и сильная девушка с внешностью хулиганки.
- Инори Цубомия (яп. 蕾家 祈 Цубомия Инори) — тихая, очень стеснительная девушка, которую все принимают за Садако из-за её прически и жуткой улыбки.
- Минато Оба (яп. 大場 湊兎 О:ба Минато) — смуглая, высокая, привлекательная блондинка.
- Тома Кадзамацури (яп. 風茉莉 冬馬 Кадзамацури То:ма) — старая знакомая Торако, тщательно избегающая её компании.

### Старшеклассники
- Сисимару Сэнгоку (яп. 戦国 獅々丸 Сэнгоку Сисимару) — член клуба кэндо.
- Янаги Кёгоку (яп. 京極 柳 Кё:гоку Янаги) — фотолюбитель, сэмпай Комо.
- Кицунэ Кагэяма (яп. 上下山 狐 Кагэяма Кицунэ) — старший единокровный брат Торако, который постоянно дразнит её.
- Ониюри Кагэяма (яп. 上下山 鬼百合 Кагэяма Ониюри) — старшая единокровная сестра Торако.

### Младшеклассники
- Хицуги Никайдо (яп. 弐街道 火継 Никайдо: Хицуги) — 11-летняя девочка, любит шутки, даже самые скучные.
- Юки Яки (яп. 八木 ユキ Яки Юки) — подруга Хицуги.

### Взрослые
- Кёитиро Амагаса (яп. 傘 叶一狼 Амагаса Кё:итиро:) — классный учитель класса 1-6.
- Тайга Нисидзоно (яп. 西園 大河 Нисидзоно Тайга) — директор школы.

## Манга
Hyakko началась как серия манг написанных и нарисованных Харуаки Като издававшаяся в Flex Comix Blood. В настоящее время, Flex Comix опубликовали в Японии уже семь томов.
Версии:
Том 1: ISBN 978-4797342246
Том 2: ISBN 978-4797345469
Том 3: ISBN 978-4797347548
Том 4: ISBN 978-4797350029
Limited Edition — Том 4: ISBN 978-4797350036

## Аниме
Режиссёр Митио Фукуда и сценарист Ёсихико Томидзава адаптировали мангу в аниме, созданное в аниме-студии Nippon Animation. Аниме-сериал состоит из 13 эпизодов, которые были показаны в Японии между 1 октября и 31 декабря 2008 года. Телетрансляция шла по каналам TV Aichi, TV Osaka и TV Tokyo.
Музыка к аниме написана композиторами Цунку и Таканаси Ясухару.